# Ledebouria scabrida
Ledebouria scabrida är en sparrisväxtart som beskrevs av John Peter Jessop. Ledebouria scabrida ingår i släktet Ledebouria och familjen sparrisväxter. Inga underarter finns listade i Catalogue of Life.